# Brandywell (Man)

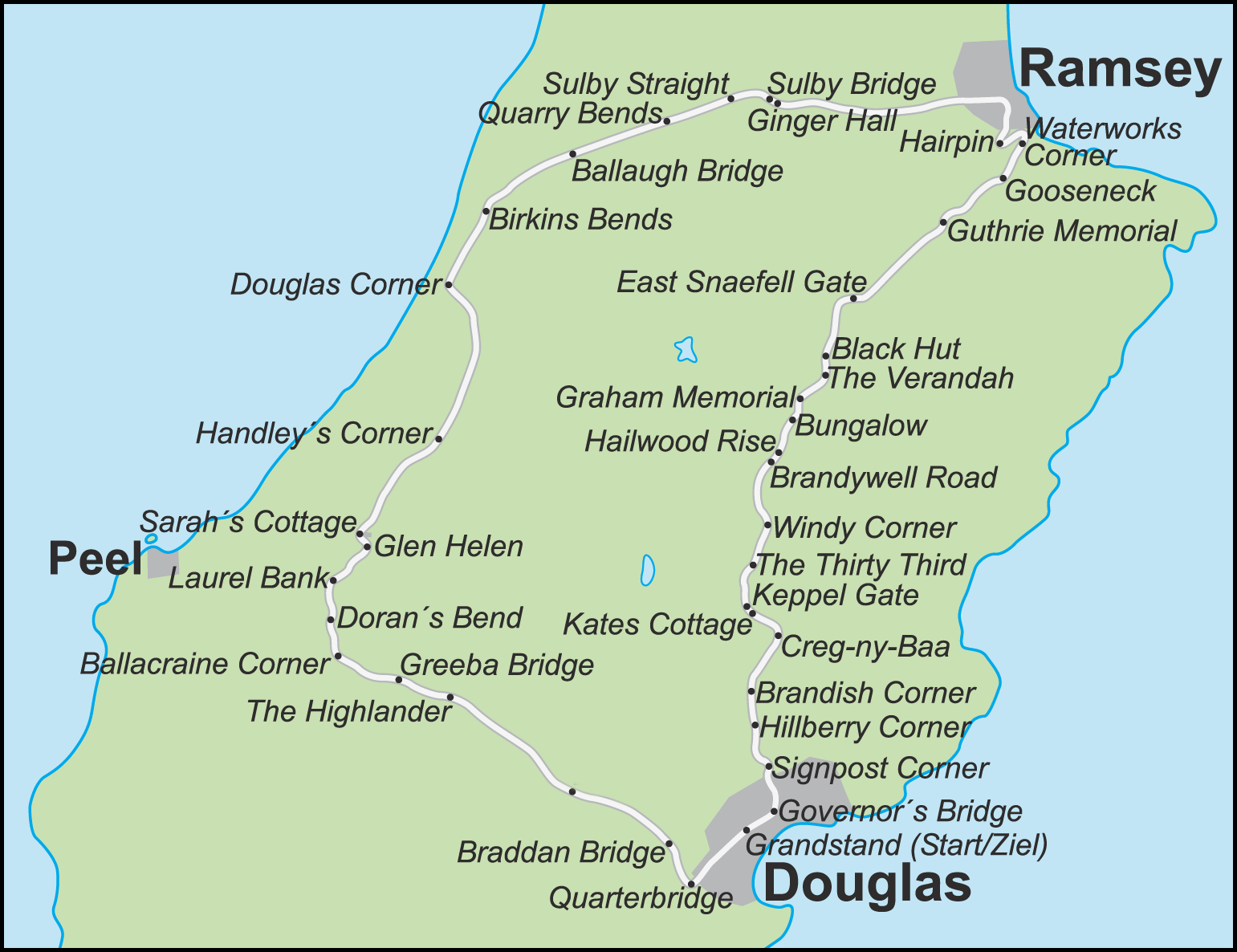
Brandywell (Road) ligt in het oosten van het Eiland Man.

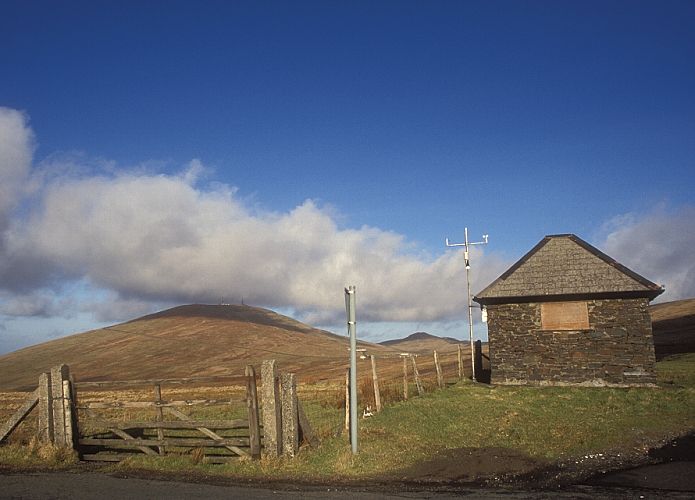
Race Marshal Shelter en weerstation op de A18 Mountain Road/B10 Brandywell Road (Sartfield Road) met op de achtergrond de bergen Snaefell en North Barrule

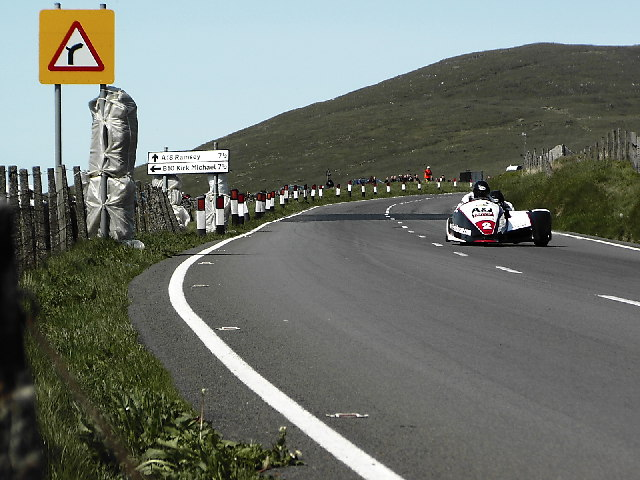
Zijspancombinatie tijdens de Sidecar Race B van 2005 bij Brandywell

Brandywell (Manx: Chibbyr y Phunch of Chibbyr Slieau ny Maggle) is een markant punt op het eiland Man. Het ligt in de civil parish Lezayre langs de A18 Mountain Road.
De omgeving van Brandywell wordt gedomineerd door de berg Snaefell (621 meter) en de heuvels Beinn-y-Phott (544 meter), Mullagh Ouyr (492 meter) en Carraghan (500 meter). Bij Brandywell staat een stenen marshal shelter ten behoeve van de marshals van de Isle of Man TT en de Manx Grand Prix.

## Naamgeving
Er bestaan verschillende theorieën over het ontstaan van de naam. De Manx-Gaelische naam "Chibbyr Slieau ny Maggle" betekent: "Bron bij de berg van de testikels". Deze naam verwijst volgens A. W. Moore naar de plaats waar herders hun lammetjes bij elkaar brachten om ze te castreren. "Chibbyr y Punch" staat voor: "Bron van de Punch", waarmee al een link met sterke drank wordt gelegd. Er ligt een bron in de buurt, die erg helder is met een bodem van witte kiezelstenen. De historicus George Broderick zegt dat hier op Forester's day (houtvestersdag) herders bij elkaar kwamen en dat er dan warme punch werd geschonken. Dit wordt in het Engels vertaald in Brandy Well (brandewijn bron). Enigszins vergelijkbaar is de legende die door Leslie Quilliam ("Gazetteer of the Isle of Man") wordt aangehaald: Een Manxman die in het buitenland fortuin had gemaakt huurde werknemers in om op zijn boerderij te werken. Om zijn rijkdom te tonen liet hij de nabijgelegen bron vullen met brandy en daardoor zou Brandy Well Cottage of later kortweg "Brandy Farm" haar naam hebben gekregen. Een andere mogelijkheid is dat de naam inderdaad verwijst naar "Brandy Farm", maar die naam zou weer een verbastering zijn van "Braddan", de heilige Brandaan van Clonfert. Ten slotte is er nog de kanunnik Ernest Stenning, een lokaal priester en historicus die zijn hele leven bij de races op het eiland Man betrokken was en ook kroniekschrijver van de Isle of Man TT was. Hij dacht dat de naam stamde van "Branding Well", een bron waar schapen gebrandmerkt werden. De versie wordt ondersteund door David T. Webber (An Illustrated Encyclopedia of the Isle of Man).

## Beinn-y-Phott Gate (Second Mountain Gate, West Mountain Gate, Bungalow Gate)
De B10 Sartfield Road (Brandywell Road) verbindt Brandywell met Barregarrow Cross Roads en langs deze weg ligt Brandywell Cottage. Deze weg heette vroeger "Beinn-y-Phott Road" (soms ook "Penny Pot Road" genoemd) naar de nabijgelegen berg. In het verleden stond er over de A18 een schaapspoort, Beinn-y-Phott Gate. Deze is al lang geleden verwijderd, maar 70 meter in Sartfield Road ligt tegenwoordig een wildrooster met schaapspoort. Tot 1920 stond deze poort in de annalen van de Tourist Trophy te boek als "Bungalow Gate", wat nogal verwarrend was want ze lag 1 kilometer voorbij The Bungalow. Later werd ze door coureurs meestal aangeduid als "Second Mountain Gate" (de tweede poort na East Mountain Gate) of ook wel als "West Mountain Gate", tot het gebied de meer gebruikelijke naam "Brandywell" kreeg.

## Isle of Man TT en Manx Grand Prix
De A18 en daardoor ook Brandywell maakt deel uit van de Snaefell Mountain Course, het circuit waar de Isle of Man TT en de Manx Grand Prix worden verreden. Bungalow is ook een tijdwaarnemingspunt, een van de vele langs het 60 kilometer lange circuit. Brandywell maakte al deel uit van de Highroads Course en de Four Inch Course die gebruikt werden voor de Gordon Bennett Trial en de RAC Tourist Trophy van 1904 tot 1922.
Sinds 2009 is het travelling marshal station van Bungalow verplaatst naar Brandywell. Dat betekent dat de travelling marshals zich hier verzamelen, maar ook dat coureurs die de zwarte vlag of de "meatball" (zwarte vlag met oranje stip) krijgen hier uit de strijd worden gehaald. De meatball geeft aan dat de motorfiets onderdelen dreigt te verliezen. Een marshal controleert de motorfiets en als de meatball onterecht blijkt te zijn wordt de verloren tijd van de coureur gecorrigeerd en mag hij weer doorrijden. 

## Circuitverloop
| - Peter Williams, die in de jaren zeventig met een Norton Commando reed: "Heerlijk… je komt door een mooie rechter bocht (Hailwood's Height) aan. Terwijl ik nog in de bocht lig laat ik de remmen lichtjes aangrijpen, schakel terug naar twee en als de motor rechtop komt rem ik heel hard. Dan de motorfiets voorzichtig overhellen naar de linker bocht. Deze kan ik erg goed." - Nick Jefferies over de overgang van stijgen naar dalen bij Brandywell: "Bij Brandywell krijg je 200 cc extra." |

De coureurs naderen Brandywell vanaf een rechter bocht die vroeger geen naam had, maar tegenwoordig Hailwood's Height heet, genoemd naar de coureur Mike Hailwood. Hailwood's Height is het hoogste punt van de Snaefell Mountain Course, en vanaf Brandywell loopt de weg tot in de stad Douglas lichtjes naar beneden. Brandywell zelf is een vrij snelle bocht naar links. Hoewel niemand de bocht echt moeilijk vindt, is de buitenkant verraderlijk. Daar ligt slechts een smal grasrandje en daarachter gaat het vrij steil naar beneden. Richard "Milky" Quayle miste de bocht tijdens de Manx Grand Prix van 1995 en viel naar beneden, waarbij hij een been brak. Door de mist werd zijn val niet opgemerkt door de marshals. Uiteindelijk zou hij al snel vermist zijn als hij bij de volgende post niet doorkwam, maar Milky vond het toch een onprettig idee daar te liggen zonder dat iemand hem zag. Hij slaagde erin zijn helm omhoog op de weg te gooien. Een passerende coureur zag dat en waarschuwde de marshals.

## Gebeurtenissen bij Brandywell
- Op 2 september 1952 verongelukte Brian Jackson met een Norton Manx tijdens de training voor de Manx Grand Prix.
- Op 25 augustus 1987 verongelukte Ken Norton met een 350 cc Yamaha tijdens de Manx Grand Prix

## Trivia
- De kunstenares Rachael Clegg maakte in 2013 een kalender voor de Isle of Man TT met naaktfoto's op verschillende locaties. Dat deed ze bij Brandywell door met een enorme helm te verwijzen naar Milky Quayle. Ze maakte foto's waarbij ze de helm droeg terwijl alleen haar benen onder de helm uitstaken en foto's waarbij ze langs de weg in de helm lag.
- Richard Madsen-Mygdal nam in 1953 één keer deel aan de Isle of Man TT. Met een 1.000 cc Vincent reed hij met zijn kersverse bruid Stella achterop naar Man en met die motorfiets startte hij in de Clubmans 1000 cc TT. In die wedstrijd waren ook de 350cc-machines van de Clubmans Junior TT in de baan. Madsen-Mydal deed het erg goed. Hij lag in zijn klasse aan de leiding met 40 seconden voorsprong en haalde de eerder gestarte 350cc-machines in. Toen hij een rijder bij Brandywell wilde inhalen week die naar rechts uit, precies naar de kant waar Madsen-Mygdal hem inhaalde. Die kon niet anders dan de berm in rijden. Hij bracht de rest van de TT én zijn wittebroodsweken in het ziekenhuis door. Zijn zoon Dave startte in 1982 voor het eerst in de Manx Grand Prix en in 2014 had hij al 123 starts in de Isle of Man TT en 31 starts in de Manx Grand Prix op zijn naam.

(Markante punten in cursief zijn onofficiële punten of worden alleen gebruikt binnen Marshal Sectors)
1e mijl:
TT Grandstand ·
Nobles Park ·
St Ninian's Crossroads ·
Bray Hill ·
Ago's Leap ·
Quarterbridge Road ·
1st Milestone ·
2e mijl:
Wal Handley Memorial Seat ·
Quarterbridge ·
Port-y-Chee Meadow ·
Braddan Bridge ·
Jubilee Oak ·
Braddan Bridge House ·
Braddan Depot ·
Snugborough (Cronk Dhoo) ·
2nd Milestone ·
3e mijl:
Union Mills (Mullen Dhoo, Mwyllin Dhoo Aah, Mullin Doway) ·
Railway Inn ·
Ballahutchin Hill (Elm Bank Hill) ·
3rd Milestone ·
4e mijl:
Ballafreer ·
Glenlough ·
Ballagarey Corner ·
Glen Vine (Glen Darragh) ·
Ballabeg ·
4th Milestone ·
5e mijl:
Crosby ·
Crosby Left (Vicarage Corner) ·
Crosby Cross-Roads ·
5th Milestone ·
6e mijl:
Crosby Hill (Ballaglonney Hill of Halfway Hill) ·
Halfway House (The Waggon & Horses) ·
St Trinian's ·
The Highlander ·
Greeba Verandah ·
Pear Tree Cottage ·
Greeba Castle ·
6th Milestone ·
7e mijl:
Appledene (Shimmin's Corner) ·
Central Valley (Greeba Gap) ·
Greeba Bridge ·
The Hawthorn ·
Knock Breck ·
Gorse Lea ·
7th Milestone ·
8e mijl:
Ballagarraghyn ·
Ballacraine ·
Ballaspur ·
Ballig ·
8th Milestone ·
9e mijl:
Ballig Bridge ·
Doran's Bend ·
Laurel Bank ·
9th Milestone ·
10e mijl
Glen Moar Mill ·
Black Dub ·
Quarter-Distance Marker ·
The Vaish ·
Glen Helen (Glen Rhenass) ·
Sarah's Cottage ·
Creg Willey's Hill ·
10th Milestone ·
11e mijl:
Lambfell Beg ·
Lambfell (Moar) Cottage ·
Cronk-y-Voddy (Cronk-y-Voddy Straight) ·
Cronk-y-Voddy Cross Roads ·
Molyneux's ·
Cronk Bane Farm ·
11th Milestone ·
12e mijl:
Drinkwater's Bend ·
Handley's Corner (Cronk-y-Fedjag, Ballamenagh) ·
12th Milestone ·
13e mijl:
McGuinness's (Shoughlaigue Bridge) ·
Ballaskyr ·
Barregarrow Cross Roads (Cronk Aashen) ·
Barregarrow ·
Little Bray ·
Barregarrow Bottom ·
Cammal Farm ·
Cronk Urleigh ·
13th Milestone ·
14e mijl:
Ballalonna Bridge ·
Westwood Corner ·
Ballakinnag ·
14th Milestone ·
15e mijl:
Douglas Road Corner ·
Glen Wyllin Corner ·
The Mitre ·
Dave Saville Memorial Seat ·
Kirk Michael ·
The White House ·
15th Milestone ·
16e mijl:
Birkin's Bend ·
Rhencullen ·
Bishopscourt ·
Bishopscourt Farm Bends ·
Bishopscourt Straight ·
Orrisdale North ·
16th Milestone ·
17e mijl:
Dub Cottage (Bishop's Dub) ·
Alpine Cottage ·
Balla Cobb ·
17th Milestone ·
18e mijl:
Ballaugh Bridge ·
Ballaugh ·
Gwen's ·
Ballacrye Corner ·
Ballacrye ·
18th Milestone ·
19e mijl:
Quarry Bends ·
Ballavolley ·
Wildlife Park ·
Sulby Straight ·
Half-distance Marker ·
19th Milestone ·
20e mijl:
Sulby ·
Sulby Glen Hotel ·
Sulby Crossroads ·
Sulby Bridge ·
20th Milestone ·
21e mijl:
Ginger Hall ·
Kerrowmoar ·
21st Milestone ·
22e mijl:
Glen Duff ·
Glentramman ·
Temple Corner (Water Through Corner) ·
Glentramman Loop Road ·
Churchtown ·
Caravan ·
22nd Milestone ·
23e mijl:
Lezayre War Memorial ·
Ballakillingan ·
Conker Fields ·
K-tree ·
Sky Hill ·
Milntown Cottage (Pinfold Cottage) ·
Milntown Bridge (Glen Auldyn Bridge) ·
Milntown ·
Gardener's Lane ·
23rd Milestone ·
24e mijl:
Lezayre Road ·
School House Corner (Crossags, Russel's Corner) ·
Parliament Square ·
Queen's Pier Road ·
Ramsey Depot ·
Cruickshanks Corner ·
May Hill ·
24th Milestone ·
25e mijl:
Whitegates ·
Stella Maris ·
Ramsey Hairpin ·
Little Gooseneck ·
Water Works Corner ·
Ballure Reservoir ·
Mountain Section ·
Tower Bends ·
25th Milestone ·
26e mijl:
Gooseneck ·
Joey's (26th Milestone) ·
27e mijl:
Guthrie's Memorial ·
The Cutting ·
27th Milestone ·
28e mijl:
Milligan's Bridge ·
Mountain Mile ·
28th Milestone ·
29e mijl:
Three-Quarter distance marker ·
Mountain Box (East Mountain Gate, East Snaefell Gate) ·
29th Milestone ·
30e mijl:
Casey's (Rice's Corner, George's Folly) ·
Black Hut (Stonebreakers Hut, Shepherd's Hut) ·
John Smyth Memorial Shelter ·
Verandah ·
30th Milestone ·
31e mijl:
Bungalow Bridge ·
Stonebridge ·
Les Graham Memorial ·
Bungalow Bends ·
McIntyre Box ·
Murray's Museum ·
Joey Dunlop Memorial ·
The Bungalow ·
31st Milestone ·
32e mijl:
Hailwood's Rise ·
Hailwood's Height ·
Brandywell (West Mountain Gate, Beinn-y-Phott Gate, Bungalow Gate) ·
Duke's (32nd Milestone) ·
33e mijl:
Windy Corner (Nobles Corner) ·
Nobles Park Road ·
Slieu Lhost Quarry ·
Thirty-Third (33rd Milestone) ·
34e mijl:
Keppel Gate (Clarke's Corner) ·
Kate's Cottage (Shepherd's House) ·
34th Milestone ·
35e mijl:
Creg-ny-Baa (the Keppel Hotel) ·
Gob-ny-Geay (Sunny Orchard) ·
35th Milestone ·
36e mijl:
Brandish Corner (Telegraph Hill, O'Donnell's en Upper Hillberry Corner) ·
Hillberry Corner ·
36th Milestone ·
37e mijl:
Glen Dhoo Farm ·
Hillberry Road ·
Cronk-ny-Mona ·
Johnny Watterson's Lane ·
Signpost Corner ·
Bedstead Corner ·
The Nook ·
37th Milestone ·
38e mijl:
Bemahague ·
Governor's Bridge ·
Governor's Dip ·
Glencrutchery Road ·
38th Milestone